# Różanna (powiat świecki)
Różanna – (niem. Roschanno, 1942-1945 Rosenberg) wieś w Polsce położona w województwie kujawsko-pomorskim, w powiecie świeckim, w gminie Bukowiec.
W latach 1975–1998 miejscowość położona była w województwie bydgoskim. Według Narodowego Spisu Powszechnego (III 2011 r.) liczyła 216 mieszkańców. Jest ósmą co do wielkości miejscowością gminy Bukowiec.